# Cautleya
Cautleya (Royle ex Benth.) Hook.f. − rodzaj roślin z rodziny imbirowatych. Należą do niego dwa gatunki występujące w Azji, na obszarze od północnych Indii, przez Nepal, Bhutan, południowe Chiny do Mjanmy, Tajlandii i Wietnamu.
Nazwa naukowa rodzaju honoruje sir Proby Thomasa Cautleya, brytyjskiego przyrodnika, odpowiedzialnego za budowę Kanału Górnego Gangesu.

## Morfologia

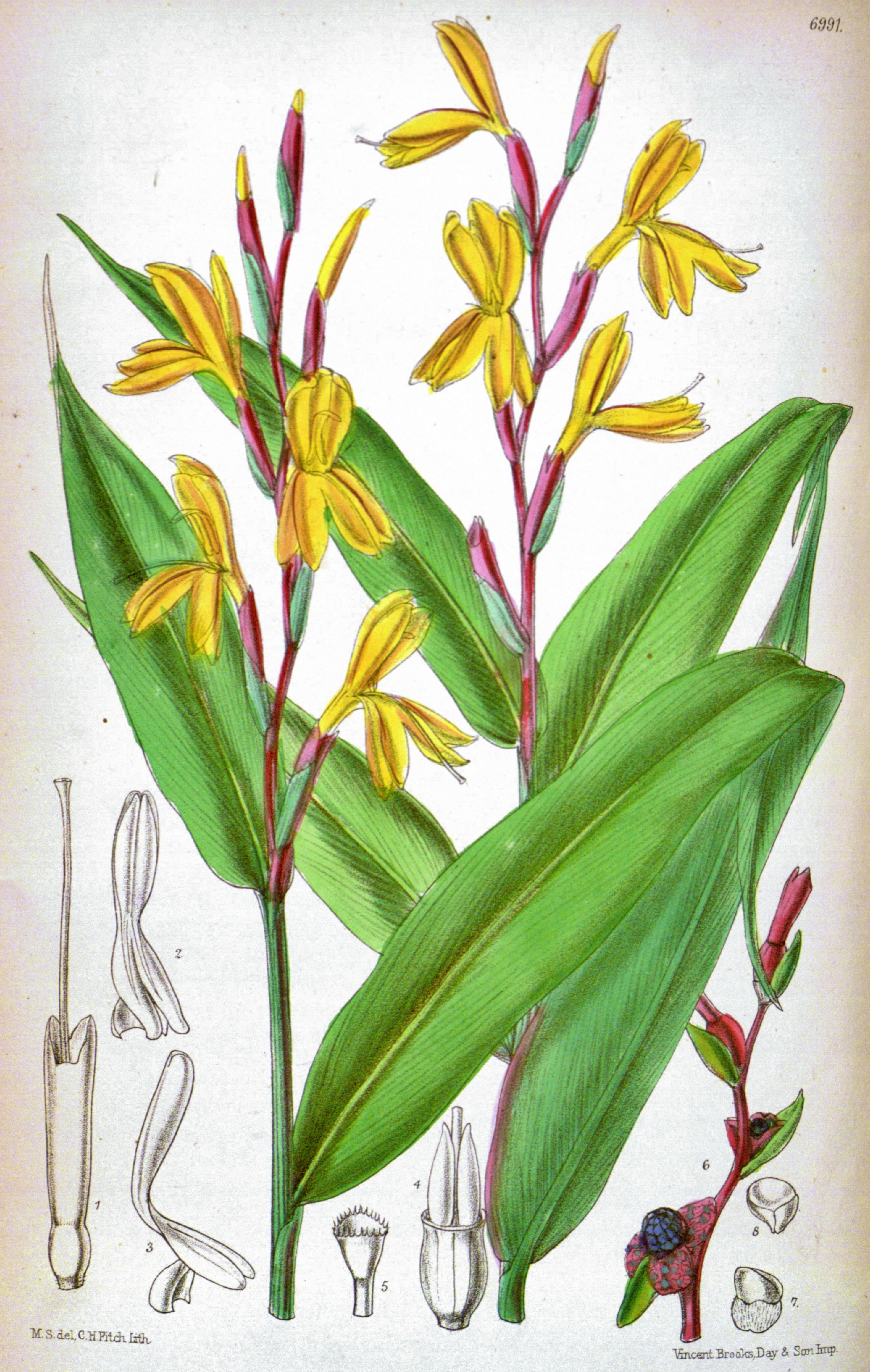
Cautleya gracilis

PokrójWieloletnie rośliny zielne, często epifityczne.
PędyPodziemne kłącze, biegnące lub tworzące kępy, aromatyczne. Nadziemna nibyłodyga nietrwała, obumierająca pod koniec sezonu wegetacyjnego. Ulistnione pędy długości 20–100 cm.
KorzenieWiązkowe, bulwiaste.
LiścieUlistnienie naprzemianległe. Pochwy liściowe rurkowate. Języczki liściowe podługowate, dwuwrębne, błoniaste. Blaszki liściowe krótkoogonkowe (C. spicata) lub siedzące (C. gracilis), zwykle eliptyczne, podługowate do podługowatolancetowatych, zaostrzone, niekiedy odosiowo ciemnofioletowoczerwone.
KwiatyZebrane wierzchołkowo na pędzie, od 1 do 100, w luźny lub gęsty kłos. Przysadki zielone (C. gracilis) lub czerwone (C. spicata), otulające kwiat, podługowate, błoniaste. Listki zewnętrznego okółka okwiatu zrośnięte w rurkę, z jednej strony rozszczepione, jasnozielone do ciemnoczerwonych. Listki wewnętrznego okółka zrośnięte w rurkę mniej więcej długości rurki zewnętrznego okółka, białą. Łatki żółte. Łatka grzbietowa łódkowata, zakrzywiona, sztyletowata. Boczne łatki lancetowate, wąsko zaostrzone, zrośnięte ze sobą oraz nasadą warżki. Warżka żółta, odwrotnie sercowata, głęboko dwusieczna, o łatkach raczej szerokich i pomarszczonych z ząbkowanymi brzegami. Boczne prątniczki przypominające listki okwiatu, odwrotnielancetowate do odwrotnie jajowatych i wzniesione, tworzące razem z łatką grzbietową okwiatu kapturek nad pręcikiem. Pręcik obrotny, z boku w kształcie litery L, z dwiema pomarańczowymi ostrogami u nasady. Nitka pręcika biała. Pylniki pękające wzdłużnie, żółte, podługowate. Zalążnia trójkomorowa, podługowata, krótka. Szyjka słupka położona między pylnikami, nitkowata, naga. Znamię słupka białe, maczugowate (lejkowate, orzęsione. Obecne są dwa epigyniczne, szydłowate (równowąskie), białe gruczoły.
OwoceKuliste lub podługowate, czerwone, nagie lub omszone torebki, otwierające się wieczkiem. Nasiona kanciaste lub eliptyczne, czarne, omszone, z białą osnówką, całkowicie okrywającą nasiono (C. spicata) lub obecną jedynie wokół znaczka.
Gatunki podobneGatunki zaliczane do rodzaju roskea o fioletowych lub białych kwiatach i wydłużonych zalążniach.

## Biologia i ekologia
RozwójKwitną i owocują od maja do grudnia.
SiedliskoNa wyższych wysokościach epifity; rosną razem z mchami, na pniach drzew, wilgotnych zboczach i w szczelinach skalnych, obficie spotykane wzdłuż lasów sosnowych. Występują na wysokości do 3 940 m n.p.m.
Cechy fitochemiczneW kłączach Cautleya spicata obecne są między innymi B-sitosterol, bergapten, A-zerumina, kemferol, kwercetyna i astragalina.
Interakcje międzygatunkoweCautleya gracilis jest rośliną żywicielską rdzy z gatunku Puccinia roscoeae.
GenetykaHaploidalna liczba chromosomów wynosi n=12 i n=13. Chloroplastowy DNA Cautleya gracilis ma długość 164 001  bp. Genom zawiera 131 genów, w tym 85 genów kodujących białka, 8 genów rybosomalnego RNA i 38 genów transportującego  RNA.

## Systematyka
Pozycja systematycznaWedług Angiosperm Phylogeny Website rodzaj zaliczany do plemienia Zingibereae, podrodziny Zingiberoideae w rodzinie imbirowatych (Zingiberaceae) z rzędu imbirowców (Zingiberales). W obrębie plemienia stanowi klad siostrzany dla rodzaju Roscoea.
W systemie Takhtajana z 1997 roku zaliczony do plemienia Hedychieae w rodzinie imbirowatych.
Historycznie wyodrębniony jako sekcja Cautleya w ramach rodzaju roskea.
Wykaz gatunków
- Cautleya gracilis (Sm.) Dandy
- Cautleya spicata (Sm.) Baker

## Zastosowanie użytkowe
Rośliny leczniczeNapar z kłącza Cautleya gracilis przyjmowany jest w Indiach, Chinach i przez ludy himalajskie na wzdęcia, kolki, bóle brzucha i hepatomegalię. Kłącze spożywane jest też na surowo w celu złagodzenia kolki i bólu brzucha. Sok z kłączy C. spicata stosowany jest do leczenia problemów żołądkowych, a także na rany wewnętrzne.
Ekstrakty z C. gracilis wykazały działanie przeciwnowotworowe na ludzkie komórki raka rdzeniastego. Ekstrakty z C. gracilis miały silne działanie hamujące wzrost komórek nowotworowych, rozrywając sferoidy nowotworowe i indukując apoptozę komórek nowotworowych.
Rośliny spożywczeRdzeń pędów nadziemnych Cautleya spicata spożywany jest jako warzywo.
Rośliny ozdobneOba gatunki Cautleya, a także ich kultywary, uprawiane są jako rośliny ozdobne. Szczególnie atrakcyjna jest C. spicata o czerwonych przysadkach otaczających żółte kwiaty. Gatunek ten znosi temperatury do -18 °C.